# Oratório de são Céneré
Oratório de são Céneré ou Oratoire de Saint-Céneré é um oratório de Saulges, França, localizado no departamento da Mayenne. É dedicado à são Cerenico de Spoleto.

## História e descrição
Este oratório, localizado na aldeia de Montguyon fica à 1 km da cidadezinha de Saulges, substituiu em 1849 um galpão de armação que abrigava a estàtua do santo no eremiterio. Em 1903, a gruta sob a capela foi restaurada e em 1933 foi construída uma nave ampliando a capela com pedras reaproveitadas da capela de Plessis; as datas de 1849 e 1903 aparecem na empena do oratório.
Hoje o acesso ao oratório é ao nível da capela encostado por duas rampas laterais que dão para dois vãos; a nave que prolonga a capela é coberta por um pequeno terraço. O interior da capela é adornado com uma pintura monumental atribuída a Adeline Neveu representando São Céneré curando cegos e paralíticos; quatro vitrais do desmantelamento da capela de Plessis datam no final do século XIX, representam o Sagrado Coração, a Virgem, são José e são Alexandre, são provenientes da oficina do Carmelo de Le Mans.
Na gruta abaixo, a estátua de São Cénéré em madeira policromada do século XVIII, restaurada em 2005, domina o traçado da venerada nascente descrita por Grosse Dupéron; o comentário do autor ".... quem não viu a fonte não pode entender...." deu ao santo o apelido de "santinho que mija".;

## Galeria

Imagens do oratório
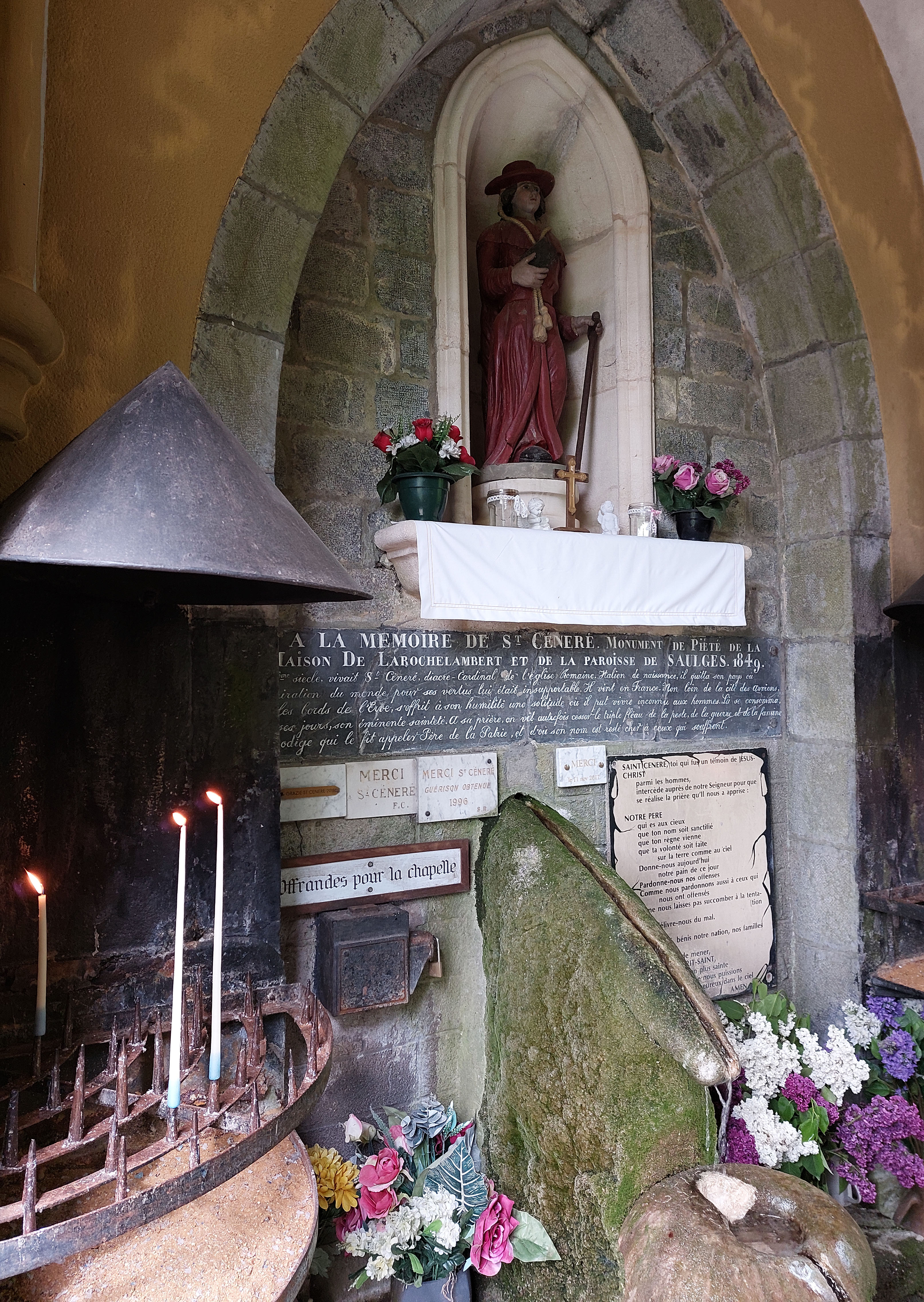
Interior di eremiterio com a nascente
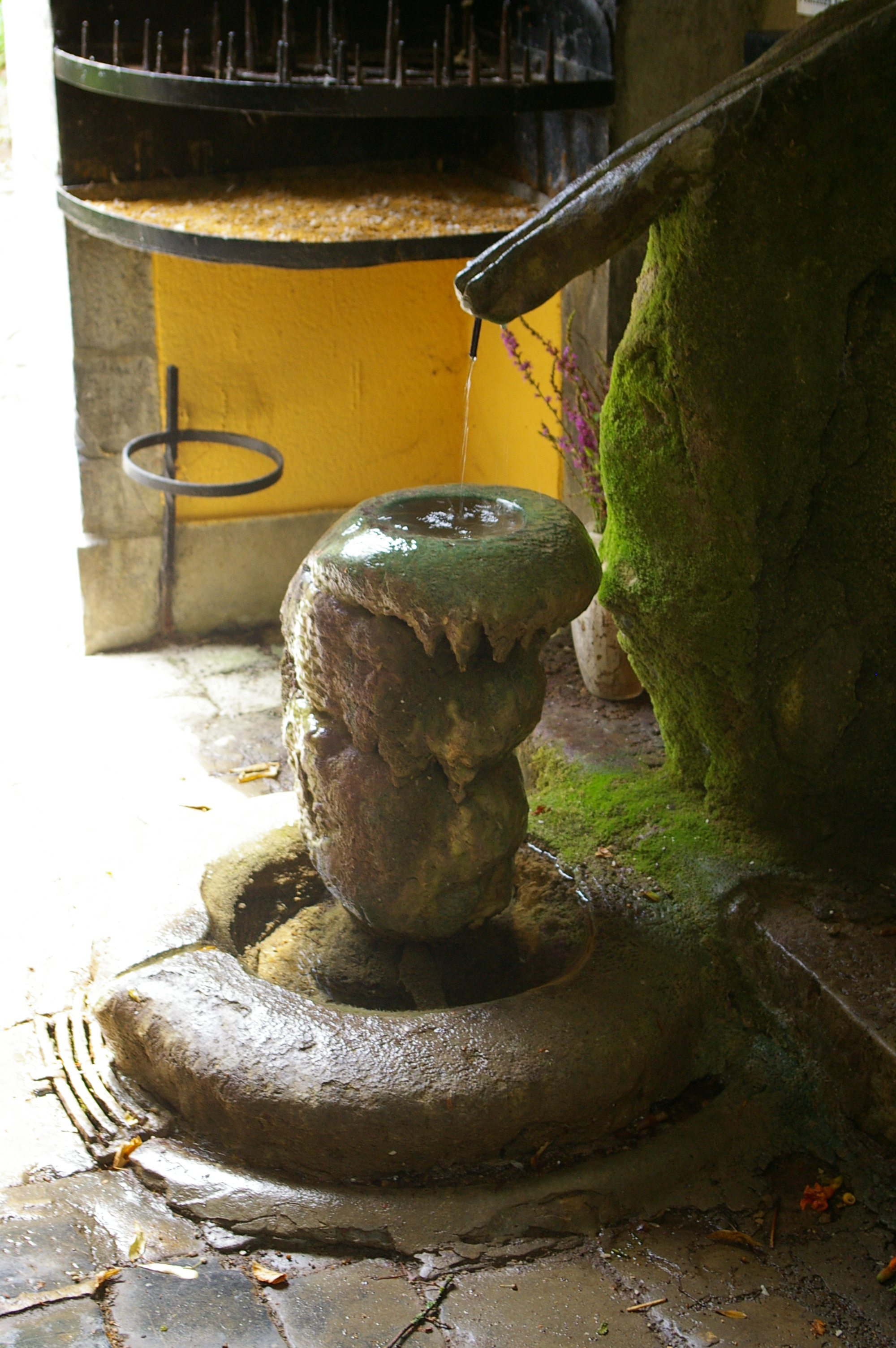
Outro lado da nascente.